# Distribution automobile

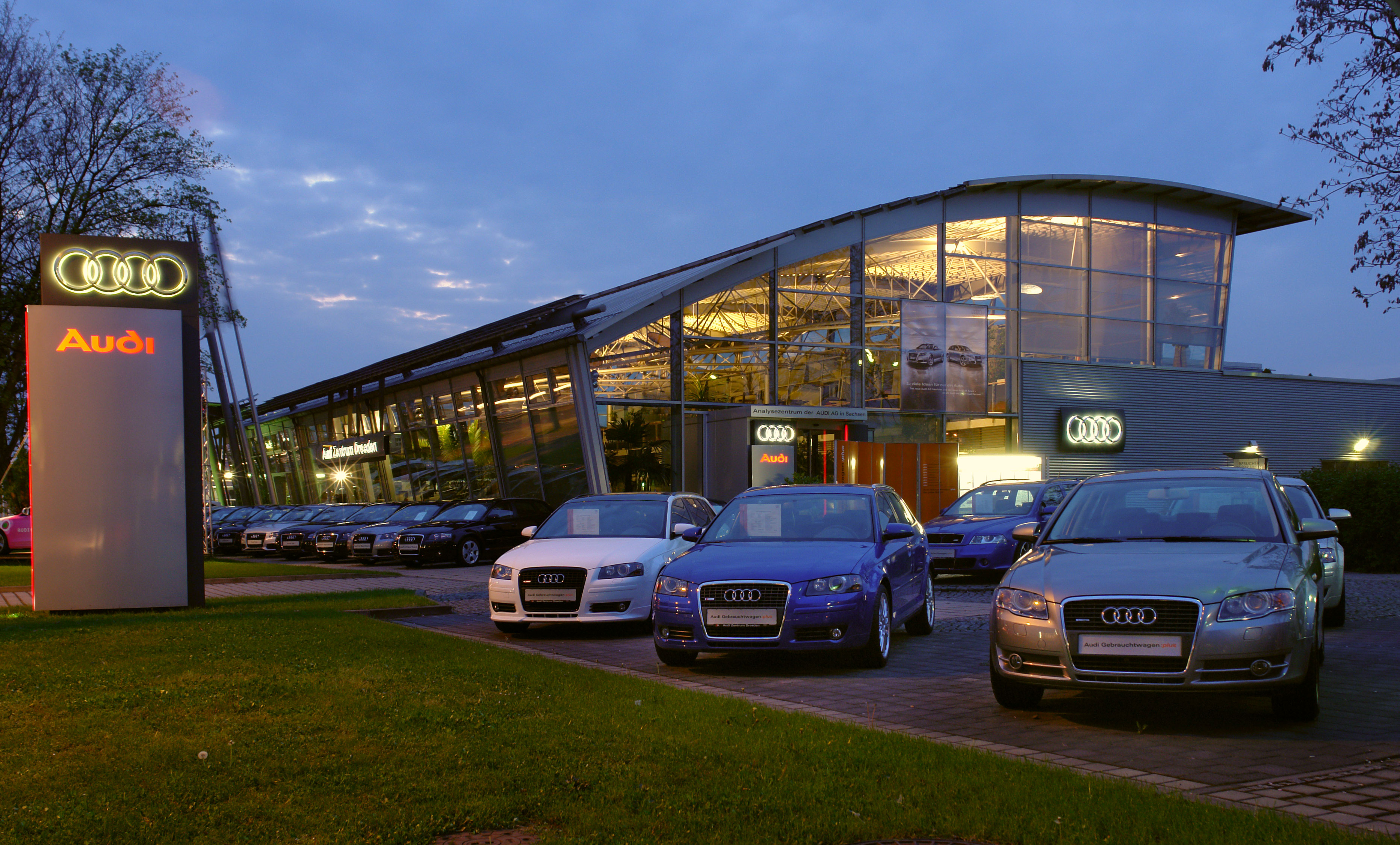
Concessionnaire automobile à Dresde.

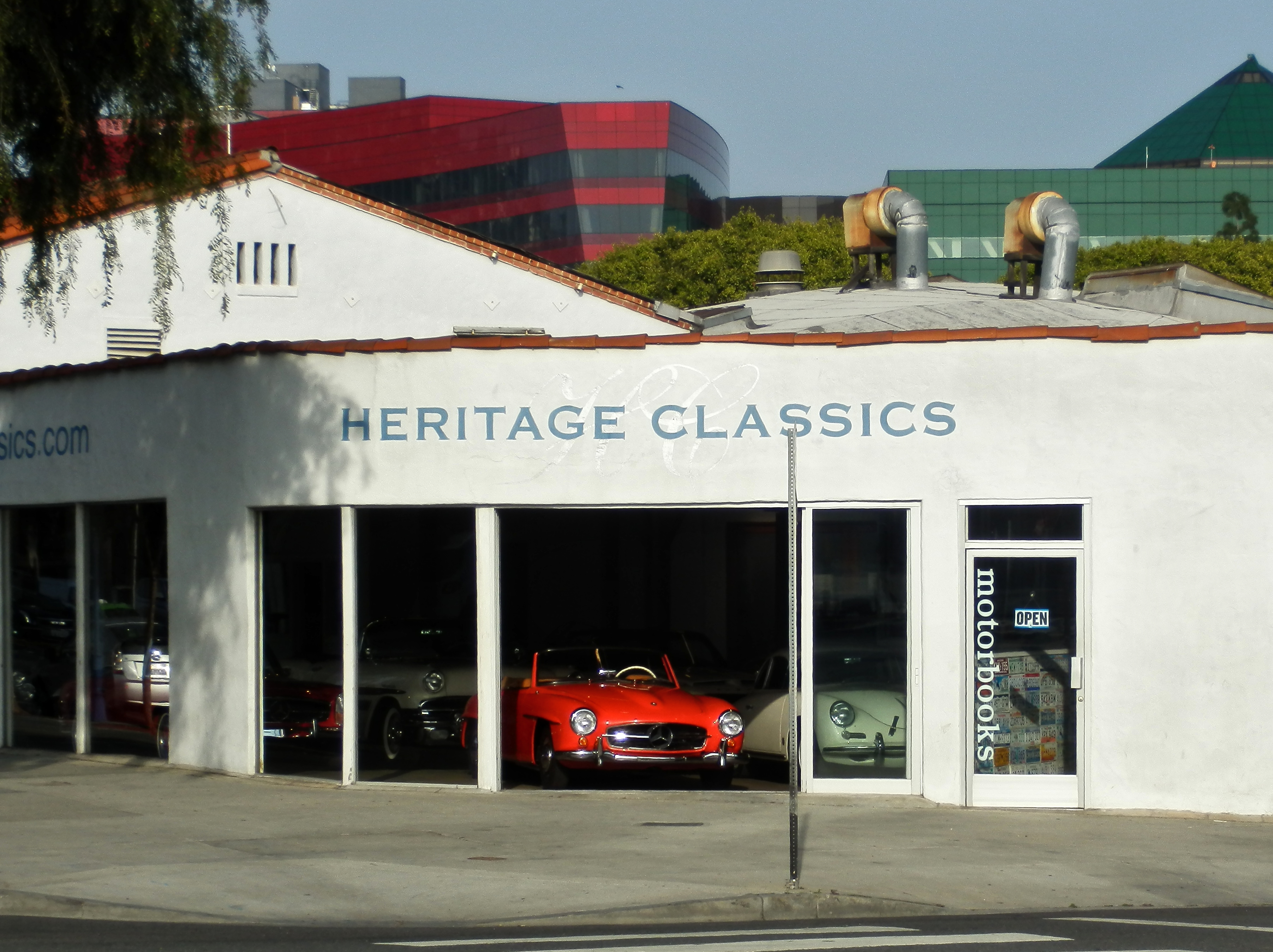
Heritage Classics à Beverly Hills.

La distribution automobile (ou concession automobile) est un secteur d'activité marchand constitué par le commerce des automobiles et des véhicules routiers.